# Георгиос Каридис
Георгиос Каридис (на гръцки: Γεώργιος Καρύδης) е османски гръцки инженер от XIX век.

## Биография
Георгиос Каридис е роден в 1820 година костурското село Богатско, тогава в Османската империя, днес в Гърция. Учи в инженерни науки в Букурещкия университет и се връща в родния си край. Строи много важни сгради в района, като сградата на гръцкото училище в Костур. В 1880-те години поема ръководството на изграждането на пътя Ляпчища – Костур.